# Miquel Selma
Miquel Selma (segle XVII - Barcelona, 1667) fou un compositor català i mestre de capella.
L'any 1656 essent baixonista de la Capella de Música del Patriarca de València. El mes de juliol del mateix any, després d'unes oposicions, obtingué el càrrec de mestre de capella de Sogorb. De nou superà unes altres oposicions el 1665 per ser mestre de capella de la catedral de Barcelona, havent tingut d'examinadors Marcià Albareda, a qui substituí, i a Joan Cererols.
Es troben vuit composicions de Miquel Selma la Biblioteca de Catalunya, algunes de caràcter litúrgic i altres en llengua romanç. També es conserven obres seves als fons musicals de l'església parroquial de Canet de Mar (CnmSPP).
Altres obres que es conserven són una missa escrita per a 13 veus amb acompanyament instrumental, una Salve Regina per a 8 veus, un Magnificat també per a 8 veus, un Et incarnatus est a 6 veus i altres peces de polifonia.